# Etihad Stadium (Manchester)
Das Etihad Stadium, ursprünglich und bei UEFA-Wettbewerben City of Manchester Stadium, ist ein Fußballstadion und ehemaliges Leichtathletikstadion in der englischen Stadt Manchester, Vereinigtes Königreich. Es ist die Heimspielstätte des Fußballvereins Manchester City. Umgangssprachlich wird das Stadion auch COMS, Eastlands, The Blue Camp, Sportcity oder The Etihad genannt.
Das Stadion wurde ursprünglich für die Commonwealth Games 2002 erbaut, danach aber zu einem reinen Fußballstadion umgerüstet. Das Stadion hat eine Kapazität von 53.400 Zuschauern und ist nach dem Old Trafford das zweitgrößte Stadion in Greater Manchester und nach dem Tottenham Hotspur Stadium, dem Emirates Stadium und dem London Stadium das fünftgrößte Fußballstadion in der Premier League. Im Juli 2011 schloss Manchester City mit Etihad Airways einen zehnjährigen Sponsorenvertrag über den Stadionnamen ab. Das Stadion trägt seitdem den Namen Etihad Stadium.

## Geschichte
1993 bewarb sich die Stadt Manchester um die Olympischen Spiele 2000 und erstellte Pläne für ein neues Stadion im Osten (Stadtteil Eastlands) der Stadt mit einer Kapazität von 80.000 Zuschauern. Nachdem der Zuschlag an das australische Sydney gegangen war, bewarb man sich erfolgreich um die Durchführung der Commonwealth Games 2002. An den Bauplänen wurde in der ersten Zeit weiter festgehalten, aber nachdem der englische Fußballverband FA sich für einen Neubau des Wembley-Stadions in London als Nationalstadion Englands festgelegt hatte, wurden die Pläne überarbeitet und die Kapazität auf 38.000 Zuschauer festgelegt. Gleichzeitig wurde mit dem Verein Manchester City eine Vereinbarung geschlossen, in der der Umbau des Stadions nach den Spielen in eine reine Fußballarena mit 48.000 Zuschauern und die Nutzung des Stadions durch den Verein für die nächsten 250 Jahre festgeschrieben wurden.
Am 17. Dezember 1999 legte Premierminister Tony Blair den Grundstein für das Stadion; einen Monat später begannen die Arbeiten. Konstruiert wurde das Stadion durch das Londoner Architekturbüro Arup mit durchgehenden und leicht geschwungenen Tribünen. Am 25. Juli 2002 erfolgte die feierliche Eröffnung des Stadions unter dem Namen City of Manchester Stadium sowie der Commonwealth Games durch Königin Elisabeth II. Während der Spiele wurden hier alle Leichtathletikveranstaltungen und die Rugby-Spiele ausgetragen.
Nach Abschluss der Commonwealth Games begann der Umbau in ein reines Fußballstadion. Die Laufbahn und alle anderen Stätten der Leichtathletik wurden entfernt. Der erste Rang wurde gesenkt und eine temporäre Tribüne durch eine neue permanente Tribüne ersetzt. Insgesamt konnten so 10.000 neue Plätze gewonnen werden. Die gesamten Umbaukosten trug der Verein Manchester City, der nach der Saison 2002/03 sein altes Heimstadion Maine Road verließ und das neue Stadion bezog. Am 1. Juni 2004 wurde das Stadion das 50. Stadion, in dem die englische Fußballnationalmannschaft ein Heimspiel austrug.
Das Stadion ist Teil des Sportkomplexes Sportcity. Neben dem Fußballstadion steht noch ein Leichtathletikstadion (Regional Athletics Arena), das 6.000 Zuschauern Platz bietet und in dem Ausscheidungswettkämpfe der Leichtathletik stattfinden bzw. die zweite Mannschaft von Manchester City ihre Heimspiele austrägt. Daneben stehen die Radsporthalle (Manchester Velodrome) und das National Squash Centre.
Von der UEFA ist das Stadion in die UEFA-Stadionkategorie 4 eingeordnet. Es wurde als Austragungsort für das Finale des UEFA-Pokal 2007/08 ausgewählt.
Neben seiner heutigen Hauptfunktion als Fußballstadion dient es als Veranstaltungsort von weiteren Großveranstaltungen, wie z. B. Spielen der Rugby Football League oder Konzerten.

### Ausbau
Mitte Mai 2013 reiften die Pläne heran, die Spielstätte der Citizens auszubauen. Ende 2013 stellte Manchester City den Bauantrag für die Erweiterung des Stadions. Das Fassungsvermögen von ca. 48.000 Besuchern sollte auf 62.170 steigen. Dies sollte hauptsächlich durch das Hinzufügen eines dritten Ranges auf den Hintertortribünen erreicht werden. Die Kosten der Baumaßnahmen nach dem Architekturbüro Populous sollten sich auf 60 Millionen Euro belaufen. Der Beginn der Arbeiten fand im Frühjahr 2014 statt. Im Februar 2014 genehmigte die Stadt Manchester die Pläne für den Ausbau. Die ersten zwei Ausbaustufen wurden zum Start der Saison 2015/16 abgeschlossen. Für diese bat Manchester City die Premier League um ein Auswärtsspiel am ersten Spieltag, um letzte Arbeiten am Stadion zu tätigen. Diesem Wunsch wurde entsprochen, sodass das erste Ligaheimspiel der Citizens im vergrößerten Stadion am 16. August 2015 gegen den FC Chelsea stattfand.
Im September 2020 gab Manchester City bekannt, dass die weiteren Ausbaupläne des Stadions (North Stand), aufgrund der Auswirkungen der COVID-19-Pandemie, auf unbestimmte Zeit verschoben werden. Zuvor war die Fertigstellung für 2018 geplant.
Im Sommer 2022 hat Manchester City die Planungen zum weiteren Ausbau des Etihad Stadium wieder aufgenommen. Es wurde mit Sondierungsarbeiten zur Erweiterung der Nordtribüne begonnen. Bei der Erweiterung der Südtribüne hatte sich City auch die Baugenehmigung für den Nordrang gesichert. Im Dezember 2022 gab der Club den Ausbau auf über 60.000 Plätze bekannt. Am 28. Februar 2023 stellte Manchester City Pläne für einen Ausbau der Nordtribüne auf insgesamt mehr als 60.000 Plätzen und einer Fanzone für 3000 Besucher vor. Des Weiteren standen u. a. eine große Auswahl an gastronomischen Einrichtungen, ein Fanshop, ein Vereinsmuseum und ein Hotel mit 400 Betten auf dem Plan. Die Arbeiten sollten sich über drei Jahre erstrecken, ohne den Spielbetrieb zu stören. Im April 2023 wurde der Bauantrag für die rund 300 Mio. £ (etwa 350 Mio. €) teuren Bauarbeiten beim Stadtrat gestellt. Dabei wurden auch erste CGI-Bilder der umgestalteten Tribüne von Populous veröffentlicht. Im Oktober 2023 erteilte die Stadt, nach Erfüllung der Auflagen, die endgültige Genehmigung für den Bau. Im April 2024 meldeten die Citizens den ersten baulichen Meilenstein der Norderweiterung mit dem Beginn der Errichtung der tragenden Stahlkonstruktion hinter dem Rang. Bis zur Saison 2025/26 sollen 61.968 Zuschauerplätze verfügbar sein.

## Wissenswertes
Das Stadion hat aufgrund seiner Vergangenheit als Leichtathletikarena das größte Fußballspielfeld Großbritanniens. In den natürlichen Rasen des Spielfeldes wurden rund 20 Millionen Kunstrasenfasern 20 cm tief in den Boden eingesetzt. Mit der Zeit verwächst der Naturrasen mit den künstlichen Fasern und wird sehr widerstandsfähig. 2003 gewann das Stadion den Structural Special Award der Institution of Structural Engineers und 2004 den RIBA Inclusive Design Award. Die Osttribüne ist nach dem ehemaligen Manchester City-Spieler Colin Bell benannt. Der Rekordbesuch liegt bei 54.693 Zuschauern beim Spiel der Premier League 2015/16 gegen Leicester City am 6. Februar 2016.

## Co-op Live auf dem Etihad Campus
Auf dem Etihad Campus, zu dem das Etihad Stadium, die City Football Academy (CFA) und der Hauptsitz von Manchester City zählen, wurde ab Ende 2020 die Mehrzweckhalle Co-op Live für bis zu 23.500 Besucher gebaut. Sie wurde am 14. Mai 2024 eröffnet.

## Galerie

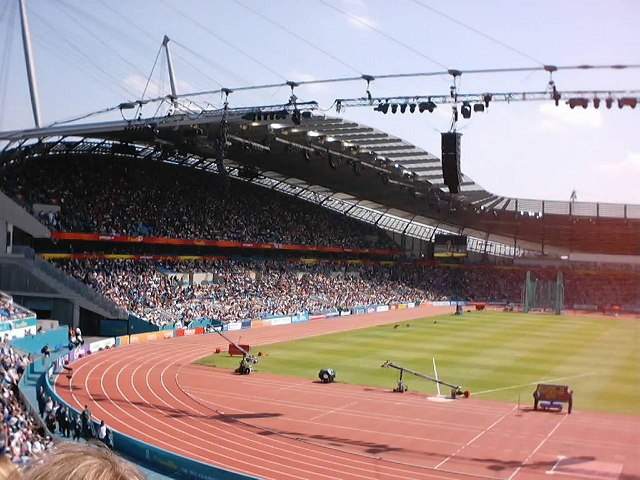
Das Stadion während der Commonwealth Games 2002
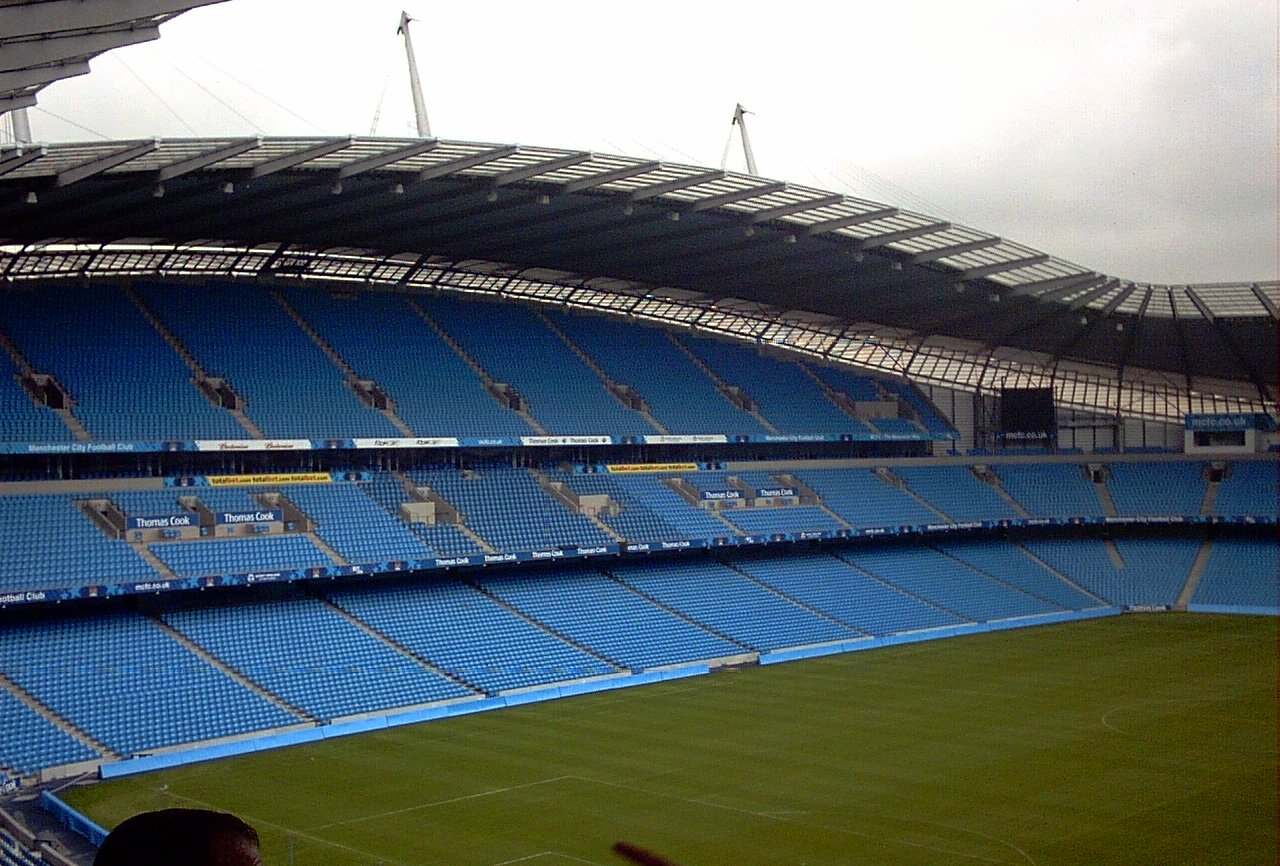
East Stand, die Osttribüne des Stadions
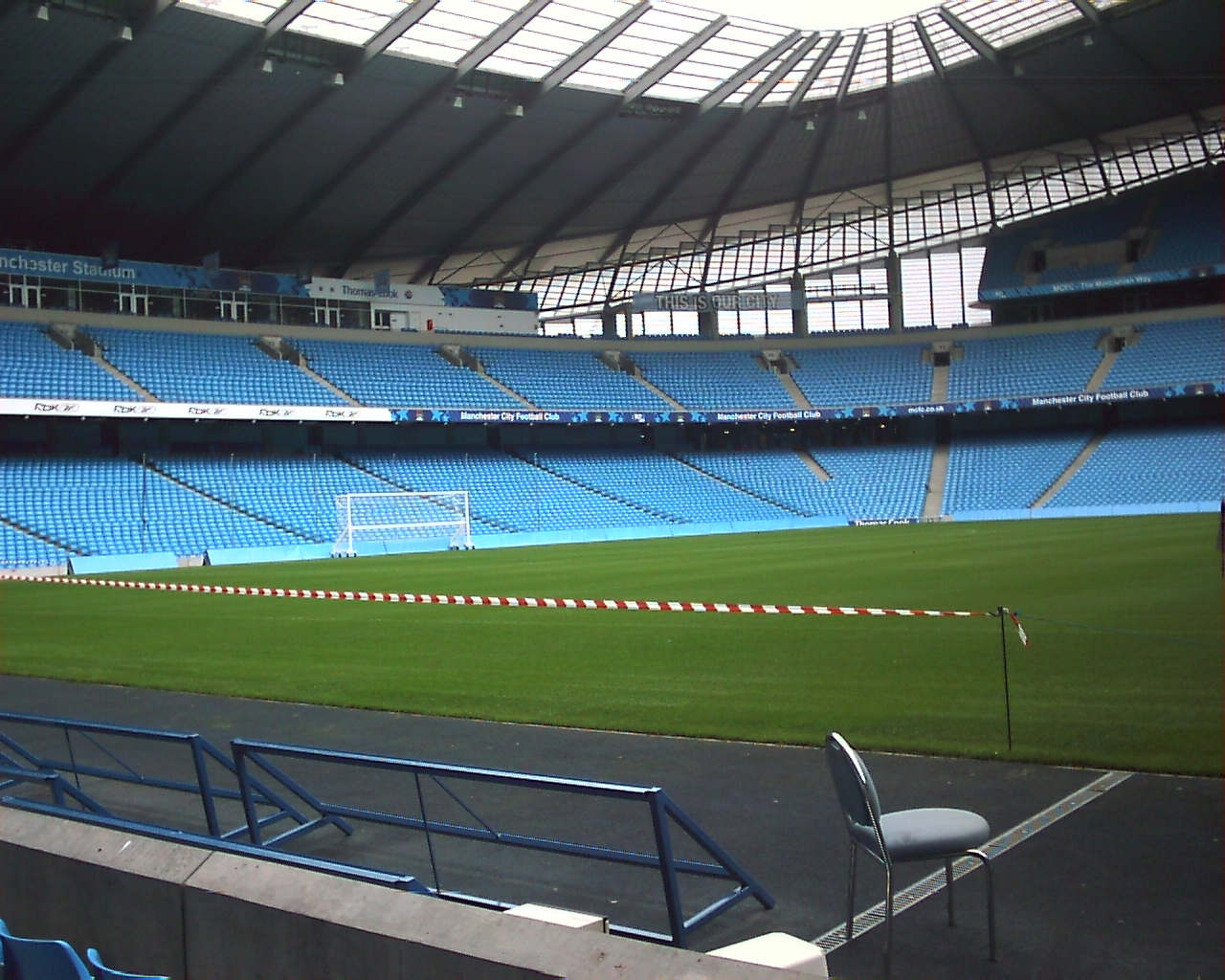
Blick auf den North Stand (Nordtribüne)
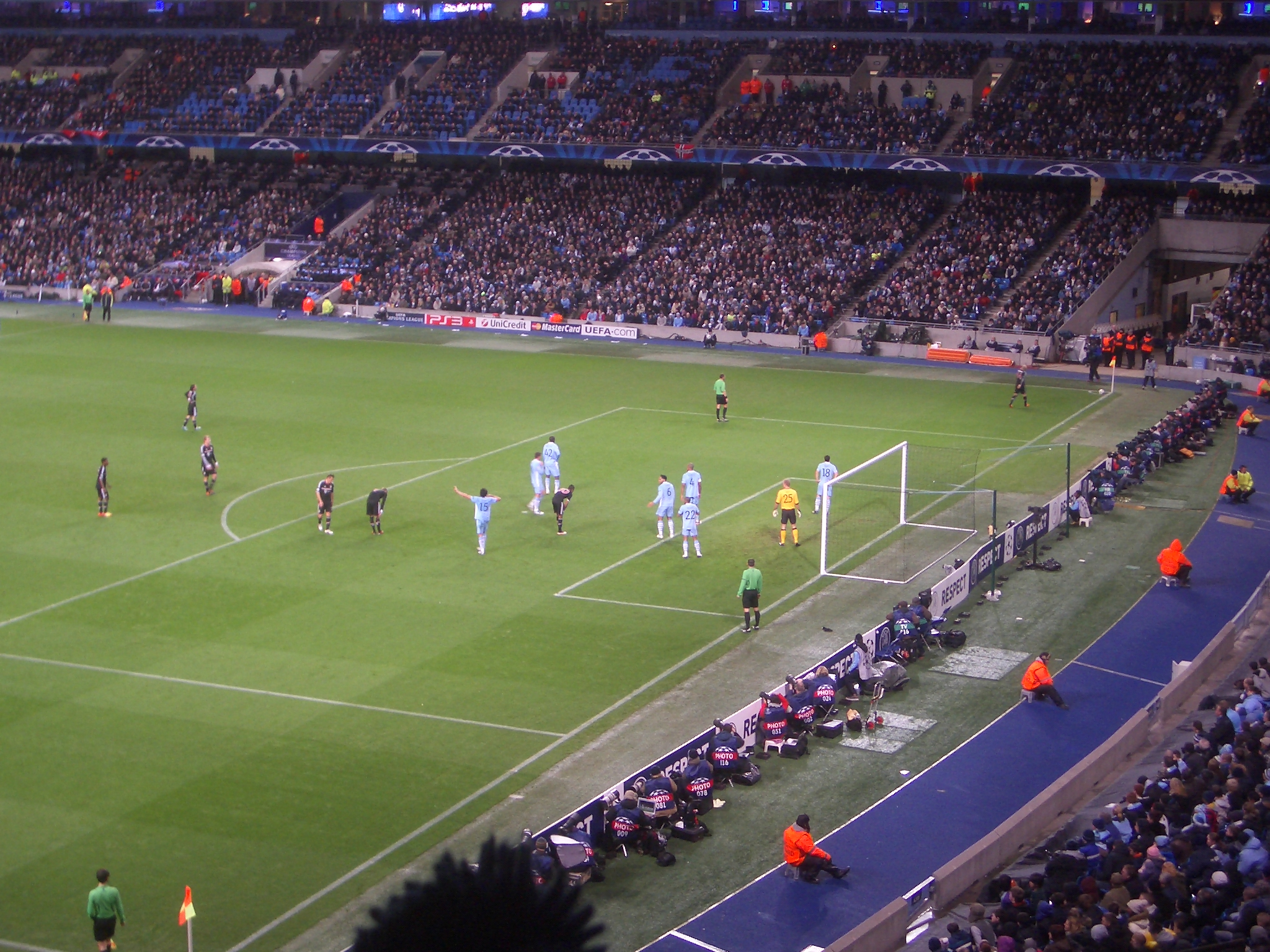
Szene aus dem Spiel der UEFA Champions League 2011/12 gegen den FC Bayern München am 7. Dezember 2011
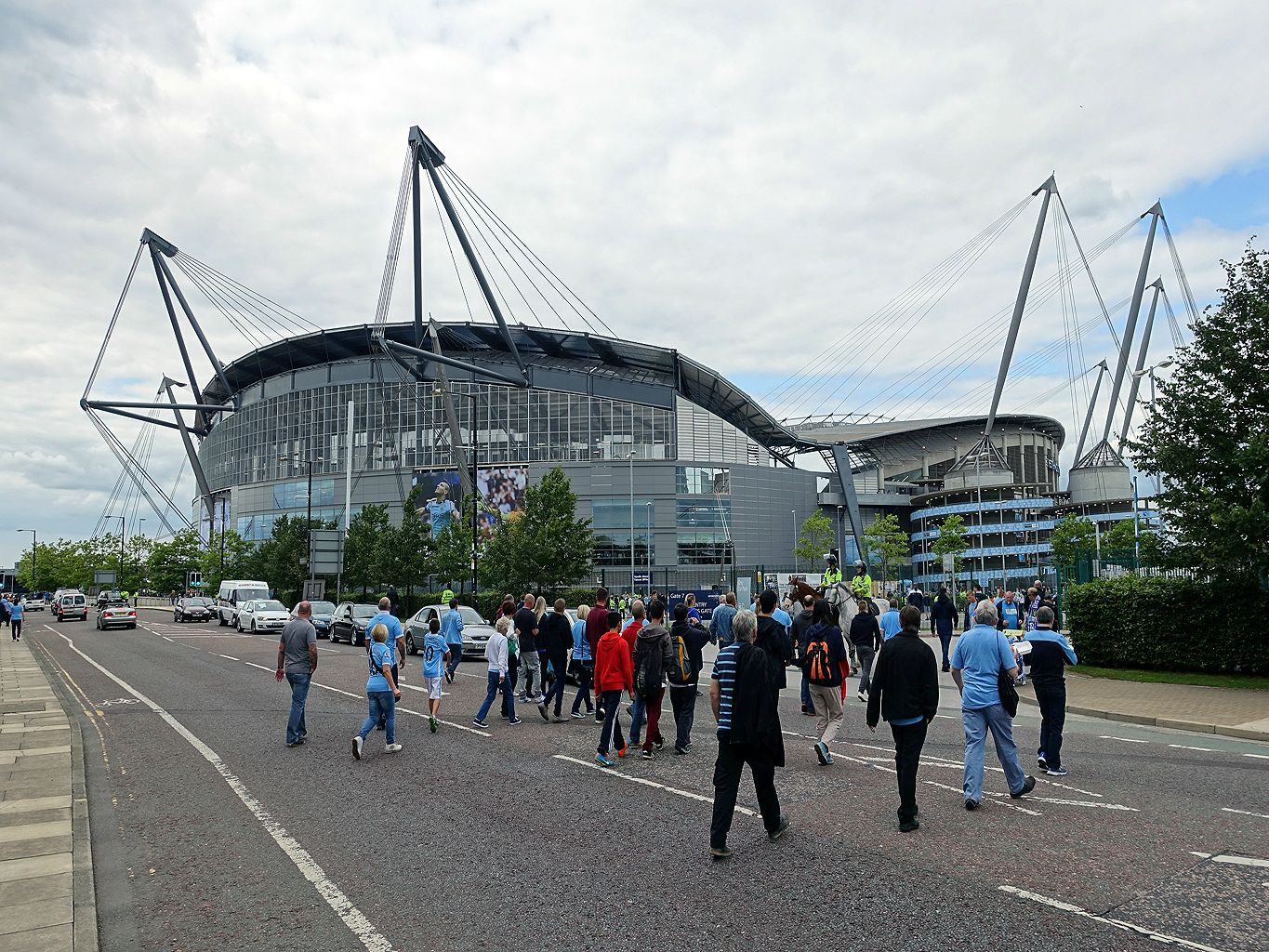
Der ausgebaute South Stand (Südtribüne) im August 2015